# Guilers
Guilers è un comune francese di 7 582 abitanti situato nel dipartimento del Finistère nella regione della Bretagna.

## Monumenti e luoghi d'interesse

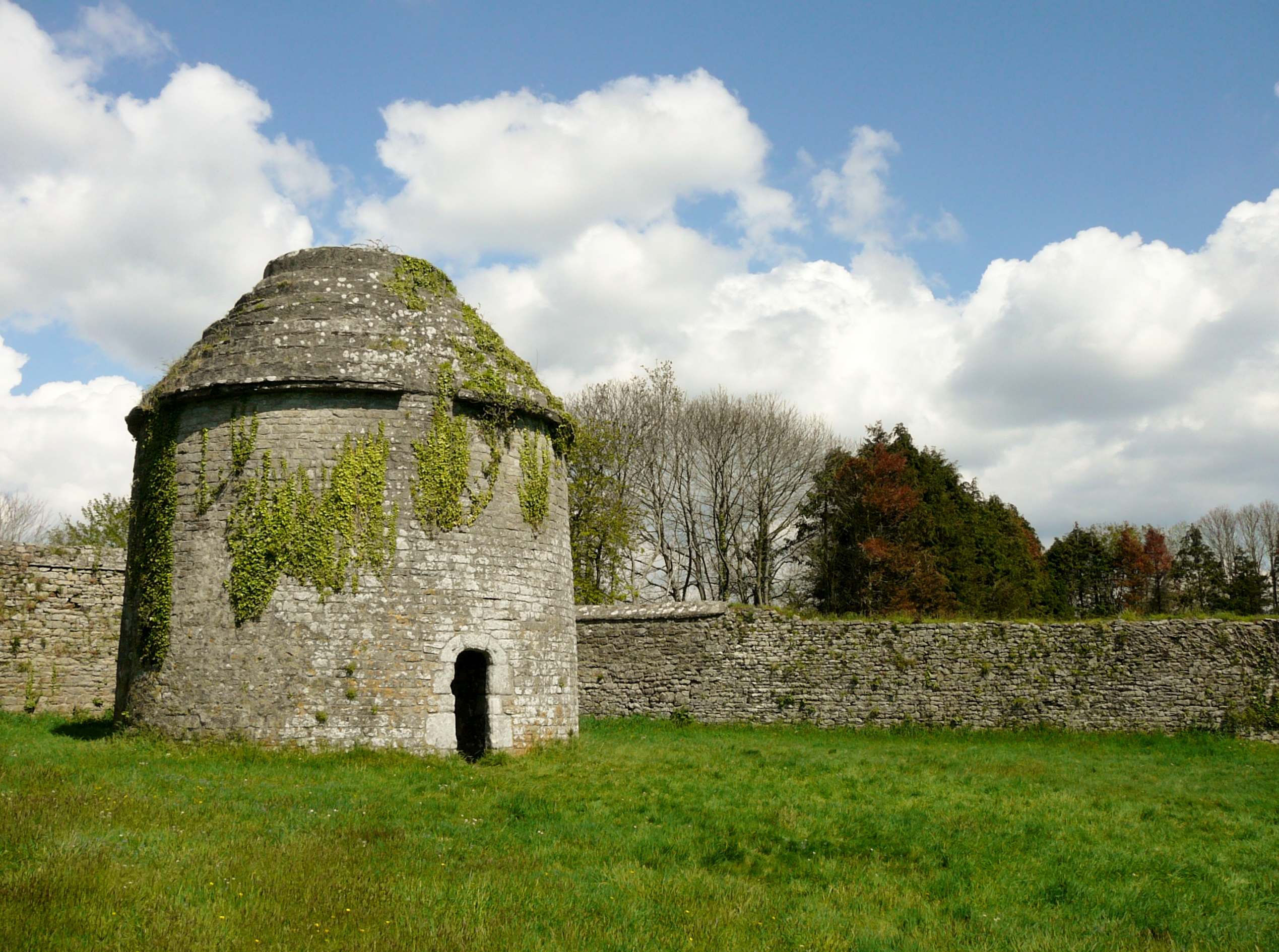
La torre del complesso del Manoir de Keroual

All'interno del suo territorio comunale si trova parte del parco denominato Bois de Keroual con innumerevoli vie e stagni. Al suo interno si trovano i resti del Manoir de Keroual, un antico maniero, dove oggigiorno si svolgono diverse attività culturali come il festival della musica elettronica Astropolis.

## Società

### Evoluzione demografica
Abitanti censiti